# House Flipper 2
House Flipper 2 es un Videojuego de simulación desarrollado por Frozen District y Empyrean. Frozen District y PlayWay lo publicaron en 2023 para Windows. Es la secuela de House Flipper (2018) e implica invertir bienes raíces.

## Jugabilidad
Los jugadores cambian bienes raíces limpiando y restaurando casas. Los jugadores pueden jugar a través de una campaña, en la que se les asignan tareas específicas para completar. Estos deben completarse en secuencia y ir acompañados de una historia. El modo de ensamblaje permite a los jugadores construir e instalar elementos en la casa manualmente en lugar de simplemente hacer clic en ellos. Esto recompensa a los jugadores con descuentos en compras. El modo Sandbox permite a los jugadores diseñar una casa desde cero en lugar de renovar una casa prefabricada.

## Desarrollo
Las empresas polacas Empyrean y Frozen District desarrollaron House Flipper y su secuela. El desarrollo comenzó en 2020. El tamaño del equipo de desarrollo se duplicó con creces en comparación con House Flipper. El equipo quería un estilo artístico más uniforme para House Flipper 2. El primer juego utilizaba paquetes de tiendas de activos, cada uno de los cuales tenía su propio estilo artístico. Las limitaciones del diseño anterior los llevaron a desarrollar House Flipper 2 a partir de una nueva base de código, lo que les permitió implementar funciones como un modo sandbox que no eran posibles con el código original. House Flipper 2 se lanzó para Windows el 14 de diciembre de 2023. Está previsto que se publique para PlayStation 5 y Xbox Series X/S el miércoles 8 de abril de 2024.

## Recepción
House Flipper 2 recibió "críticas generalmente favorables", según el  agregador de reseñas Metacritic. IGN lo describió como "una actualización iterativa que vale la pena" y elogió los nuevos gráficos y el nuevo modo sandbox. PC Gamer recomendó House Flipper por la solidez de su modo sandbox, que les pareció emocionante. The Guardian lo comparó con el simple placer de hacer estallar plástico de burbujas con la ventaja adicional de que los números crecen continuamente. Aunque reconoció que no es una simulación realista, TechRadar dijo que es "absolutamente esencial" para los fanáticos del primer juego y lo llamó diversión adictiva, aunque criticaron los tiempos de carga. GamesRadar elogió las nuevas imágenes, las mejoras en la calidad de vida y la jugabilidad, pero dijeron que el modo sandbox puede resultar abrumador para los jugadores que solían recibir objetivos.